# Lesneven
 Lesneven  (también así en bretón) es una población y comuna francesa, situada en la región de Bretaña, departamento de Finisterre, en el distrito de Brest y cantón de Lesneven.

## Demografía
| 5071 | 5626 | 6083 | 6145 | 6250 | 6348 |
| Para los censos de 1962 a 1999 la población legal corresponde a la población sin duplicidades (Fuente: INSEE [Consultar]) |      |      |      |      |      |

## Ciudades hermanas
- Carmarthen, Gales, Reino Unido.
- Puentes de García Rodríguez, Galicia, España.